# 佩索奇尼亚农村居民点
佩索奇尼亚农村居民点（俄语：Песоченское сельское поселение）是俄罗斯联邦布良斯克州卡拉切夫区所属的一个农村居民点。其下辖有9个居民点，行政中心为佩索奇尼亚。据2015年统计，该农村居民点的人口为923人。